# Heaven (canción de Bonnie Tyler de 1977)
«Heaven» (en español: cielo) es una canción grabada por la cantante galesa Bonnie Tyler. La canción fue escrita por Ronnie Scott y Steve Wolfe, quienes produjeron la canción con David Mackay. Fue lanzada en julio de 1977 por RCA Records, como el primer sencillo del segundo álbum de estudio de Tyler Natural Force (1978). 
La canción no repitió el éxito de los sencillos anteriores de Tyler «Lost in France» y «More Than a Lover», y sólo tuvo éxito en Alemania.
Tyler lanzó otro sencillo titulado «Heaven» en su duodécimo álbum de estudio All in One Voice (1998).

## Respuesta de la crítica
Record Mirror dio a la canción una crítica negativa, diciendo que «[Tyler] va un poco lento esta vez y crea un impacto menor que los anteriores éxitos».

## Posicionamiento en las listas
| País (1977)                 | Mejor posición |
| --------------------------- | -------------- |
| Alemania (Media Control AG) | 24             |